# Кагарлик (плавкран)
«Кагарлик» — плавучий кран проєкту 4ЛДГ, який входив до складу Військово-Морських Сил України. Бортового номеру не мав. Був названий на честь міста Кагарлик.

## Особливості проєкту
Плавучий кран виконує завдання транспортування, установки та зняття, а також ревізії рейдового обладнання; навантаження і розвантаження вантажів загального призначення; підйому для докування і спуску на воду катерів і яхт; установки, перестановки, зняття плавучих причалів; демонтажу, транспортування, доставляння в ремонт і назад різного устаткування.

## Історія
Плавкран «ПК-81005» був побудований на корабельні «Георгіу Деж Хажогіар» в 1953 році, заводський № 1668. Увійшов до складу Чорноморського флоту ВМФ СРСР. Перебував у складі 70-ї групи морських рейдових суден забезпечення 116-я бригади річкових кораблів. Згідно з Договором про розділ Чорноморського флоту у 1997 році відійшов Україні. У ВМС України отримав нову назву — «‎Кагарлик». Плавучий кран був списаний 29 листопада 2000 року та проданий приватній особі.